# یواس‌اس ردوینگ (وای‌تی‌بی-۷۸۳)
یواس‌اس ردوینگ (وای‌تی‌بی-۷۸۳) (به انگلیسی: USS Redwing (YTB-783)) یک کشتی بود که طول آن ۱۰۹ فوت (۳۳ متر) بود. این کشتی در سال ۱۹۶۵ ساخته شد.